# Colombia en los Juegos Paralímpicos de Pekín 2008
Colombia estuvo representada en los Juegos Paralímpicos de Pekín 2008 por doce deportistas, diez hombres y dos mujeres.

## Medallistas
El equipo paralímpico colombiano obtuvo las siguientes medallas:
| Nombre         | Deporte   | Evento                    |
| -------------- | --------- | ------------------------- |
| Oro            |           |                           |
| —              |           |                           |
| Plata          |           |                           |
| Elkin Serna    | Atletismo | Maratón T12 masculino     |
| Bronce         |           |                           |
| Moisés Fuentes | Natación  | 100 m braza SB4 masculino |